# Ixala desperaria
Ixala desperaria är en fjärilsart som beskrevs av George Duryea Hulst 1887. Ixala desperaria ingår i släktet Ixala och familjen mätare. Inga underarter finns listade i Catalogue of Life.